# Paybis.com
A Paybis.com é uma plataforma de troca de ativos digitais com sede na Polónia. A empresa foi criada em 2014. Opera em 180 países.
Os utilizadores registados têm de fornecer a sua identificação, devido aos requisitos KYC, em conformidade com os regulamentos de combate ao branqueamento de capitais para prevenir atividades ilegais.

## Historial
A Paybis foi criada em 2014 por Innokenty Isers e Konstantin Vasilenko.
Em julho de 2022, apresentou uma nova opção de pagamento, relativa à Área Única de Pagamentos em Euro (SEPA), para depósitos instantâneos em GBP e EUR.
Em setembro de 2023, a Paybis acrescentou o suporte a transferências ACH (Câmara de Compensação Automatizada), permitindo que os clientes dos EUA comprassem criptomoedas diretamente da sua conta bancária.

## Visão geral
A Paybis tem a sua sede em Varsóvia, na Polónia, e opera em 180 países. Tem 89 criptomoedas disponíveis para comprar ou vender, e a carteira cripto Paybis suporta, no total, 100 ativos digitais. Os pagamentos podem ser realizados em USD, GBP ou EUR, bem como em diversas unidades monetárias locais. A plataforma suporta opções de pagamento em moeda fiduciária, como cartões de crédito e de débito, AstroPay, transferências bancárias instantâneas (disponíveis para clientes dos EUA), Apple Pay, Google Pay e carteiras eletrónicas, como a Neteller e a Skrill. Tem 80 métodos de pagamento cripto, incluindo criptomoedas como a Bitcoin, Ethereum e Tether. A solução de marca completa da Paybis permite a incorporação de transações de criptomoedas nas operações comerciais. Serviços adicionais incluem a Carteira Paybis, para guardar fundos na plataforma, e a Calculadora Cripto, que possibilita a comparação de preços de criptomoedas e moedas fiduciárias.
A Paybis tem um registo MSB com a FinCEN (Rede de Combate a Crimes Financeiros) nos EUA, com a FinTRAC (Canadá) e registo de criptoativos na Polónia.
Em 2023, a empresa conta com 1,8 milhões de utilizadores registados.
A Paybis atua em conformidade com os regulamentos AML/KYC e protege os utilizadores de fraudes e burlas. Implementa o processo KYC de identificar e verificar a identidade do utilizador para prevenir atividades ilegais.